# Arquidiócesis de Bamberg
La arquidiócesis de Bamberg (en latín: Archidioecesis Bambergensis y en alemán: Erzbistum Bamberg) es una circunscripción eclesiástica de la Iglesia católica en Alemania. Se trata de una arquidiócesis latina, sede metropolitana de la provincia eclesiástica de Bamberg. Desde el 9 de diciembre de 2023 su arzobispo es Herwig Gössl.

## Territorio y organización

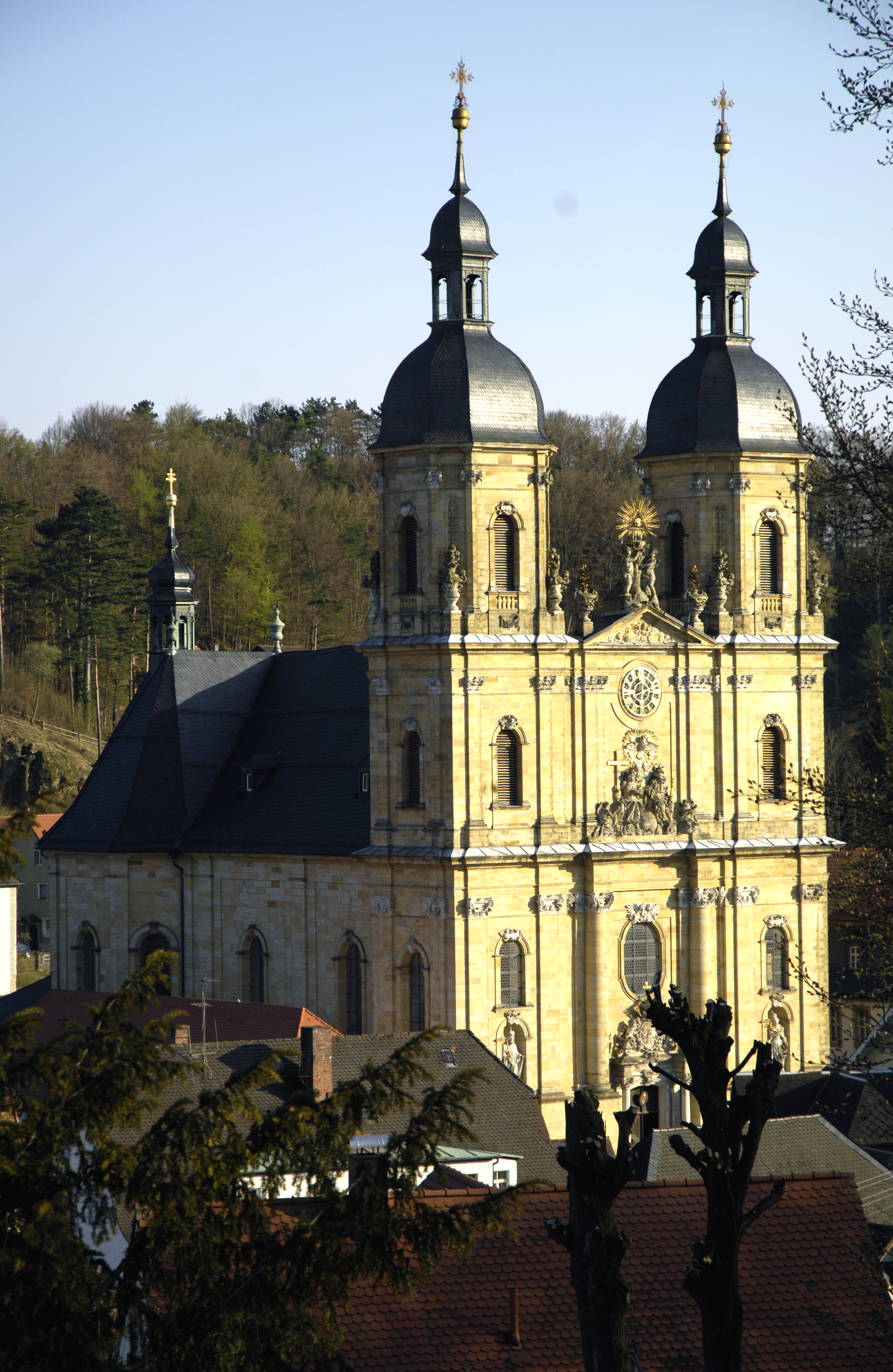
Basílica de la Santísima Trinidad, en Gößweinstein

La arquidiócesis tiene 10 122 km² y extiende su jurisdicción sobre los fieles católicos de rito latino residentes en la parte septentrional del estado de Baviera, en donde comprende gran parte de los distritos administrativos de la Alta Franconia y la Franconia Media, así como pequeñas partes de la Baja Franconia (Iphofen en el distrito de Kitzingen y Eltmann-Roßstadt en el distrito de Haßberge) y del Alto Palatinado (Auerbach in der Oberpfalz en el distrito de Amberg-Sulzbach).

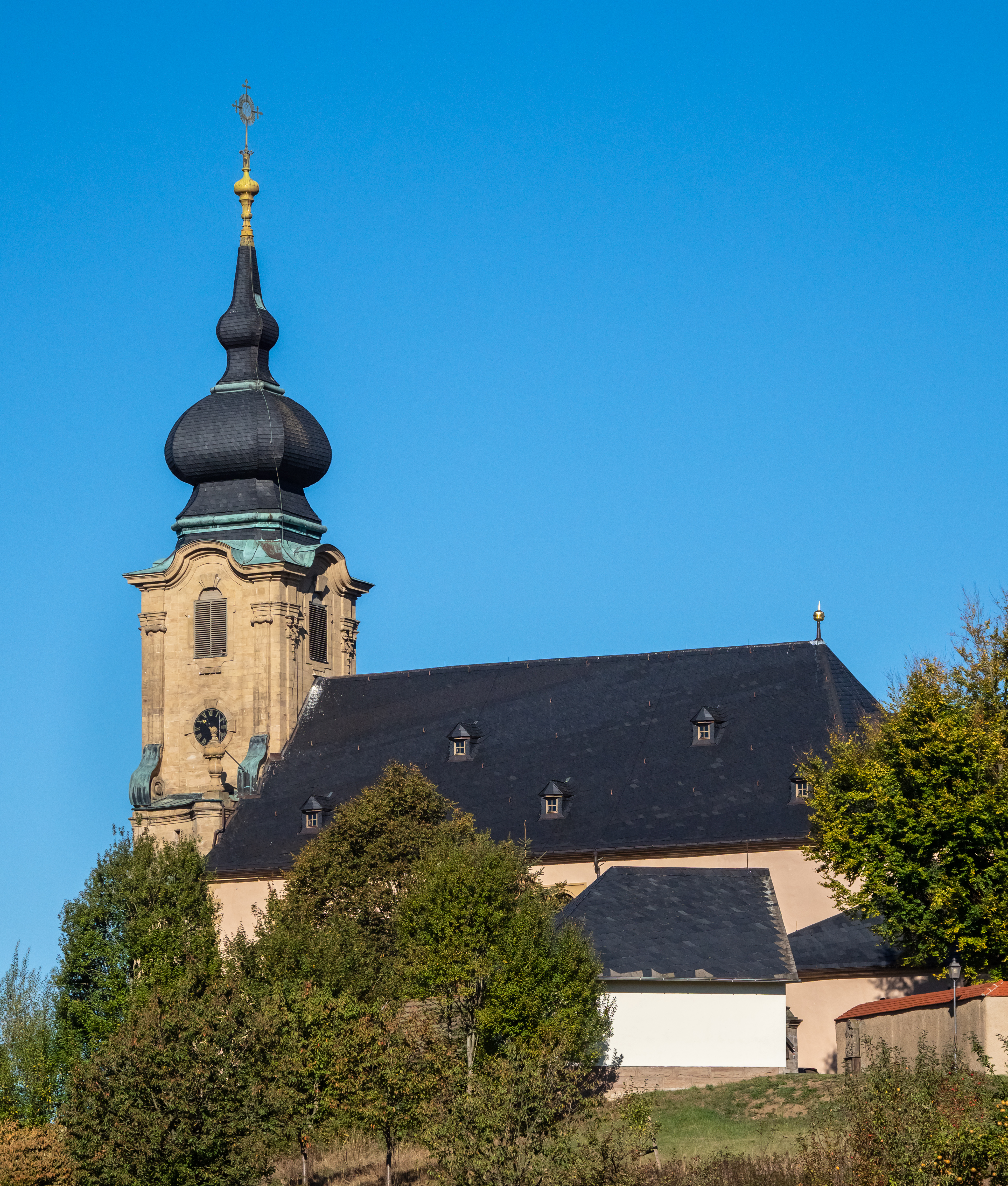
Basílica de la Visitación, en Marktleugast

La sede de la arquidiócesis se encuentra en la ciudad de Bamberg, en donde se halla la Catedral basílica imperial de los Santos Pedro y Pablo y Jorge (basílica menor desde 1923). En el territoio de la arquidiócesis existen además otras 3 basílicas menores: la de la Santísima Trinidad, en Gößweinstein; de la Visitación, en Marktleugast; y el santuario de los Catorce Santos, en Bad Staffelstein. También en Bamberg hay tres iglesias declaradas Patrimonio de la Humanidad por la Unesco: la de San Gangulfo (fue colegiata hasta 1803), la de Santiago (fue abadía y colegiata hasta 1803); y la de San Miguel (fue abadía hasta 1803).

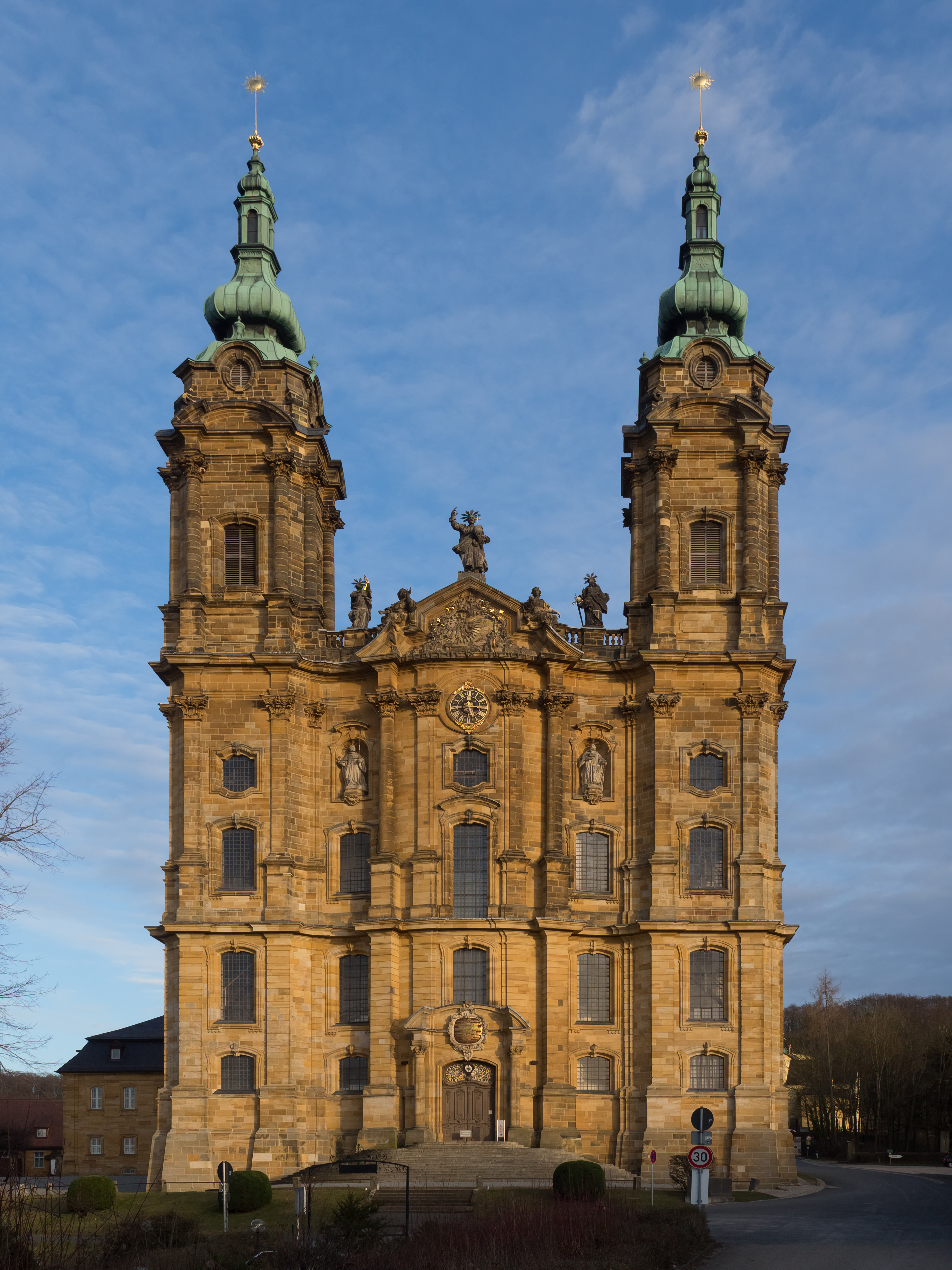
Basílica santuario de los Catorce Santos, en Bad Staffelstein

La arquidiócesis tiene como sufragáneas a las diócesis de: Eichstätt, Espira y Wurzburgo.

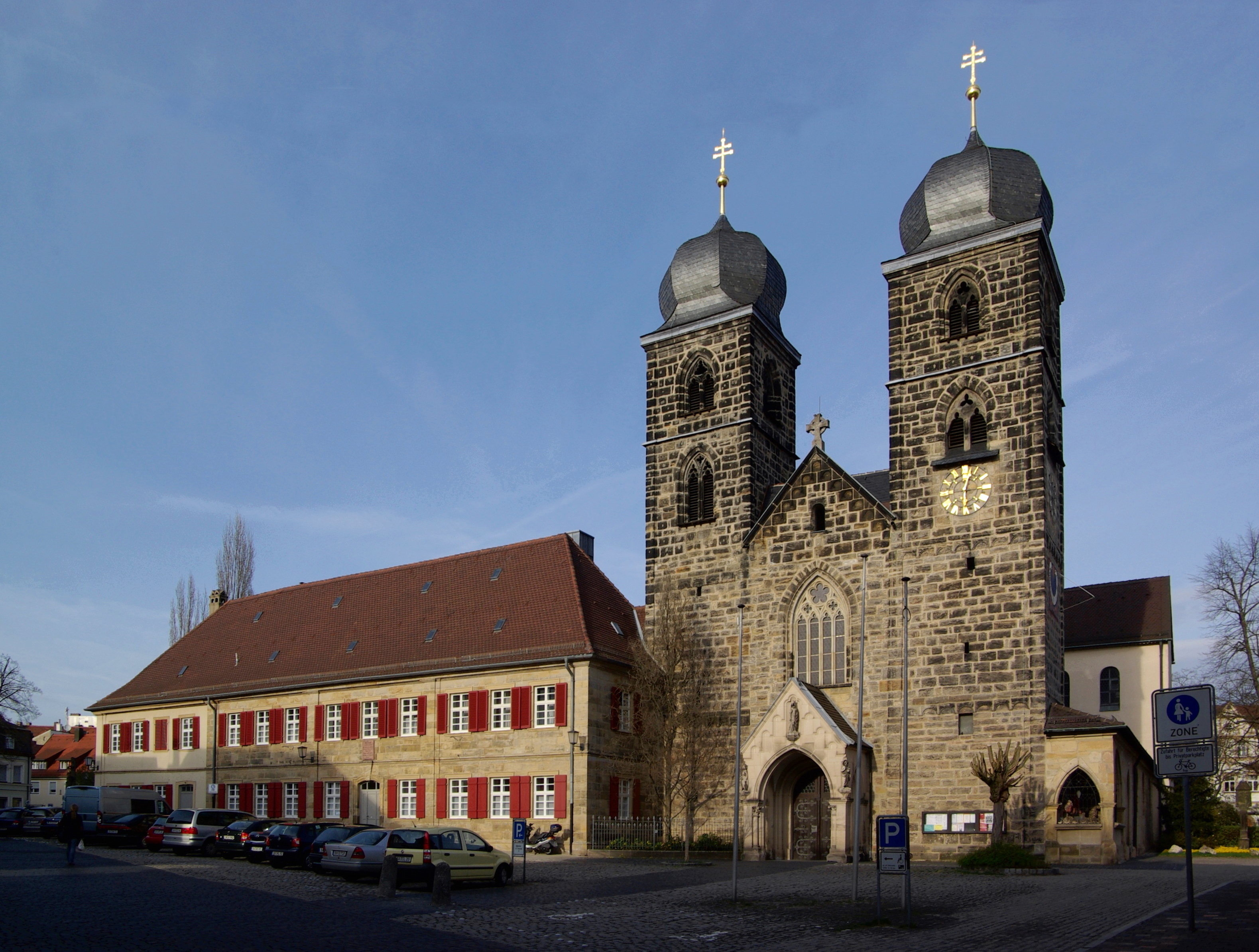
Iglesia de San Gangulfo, en Bamberg, Patrimonio de la Humanidad

En 2023 en la arquidiócesis existían 306 parroquias agrupadas en 10 decanatos: Ansbach, Bamberg, Bayreuth, Coburg, Erlangen, Forchheim, Fürth, Hof, Kronach y Nürnberg.

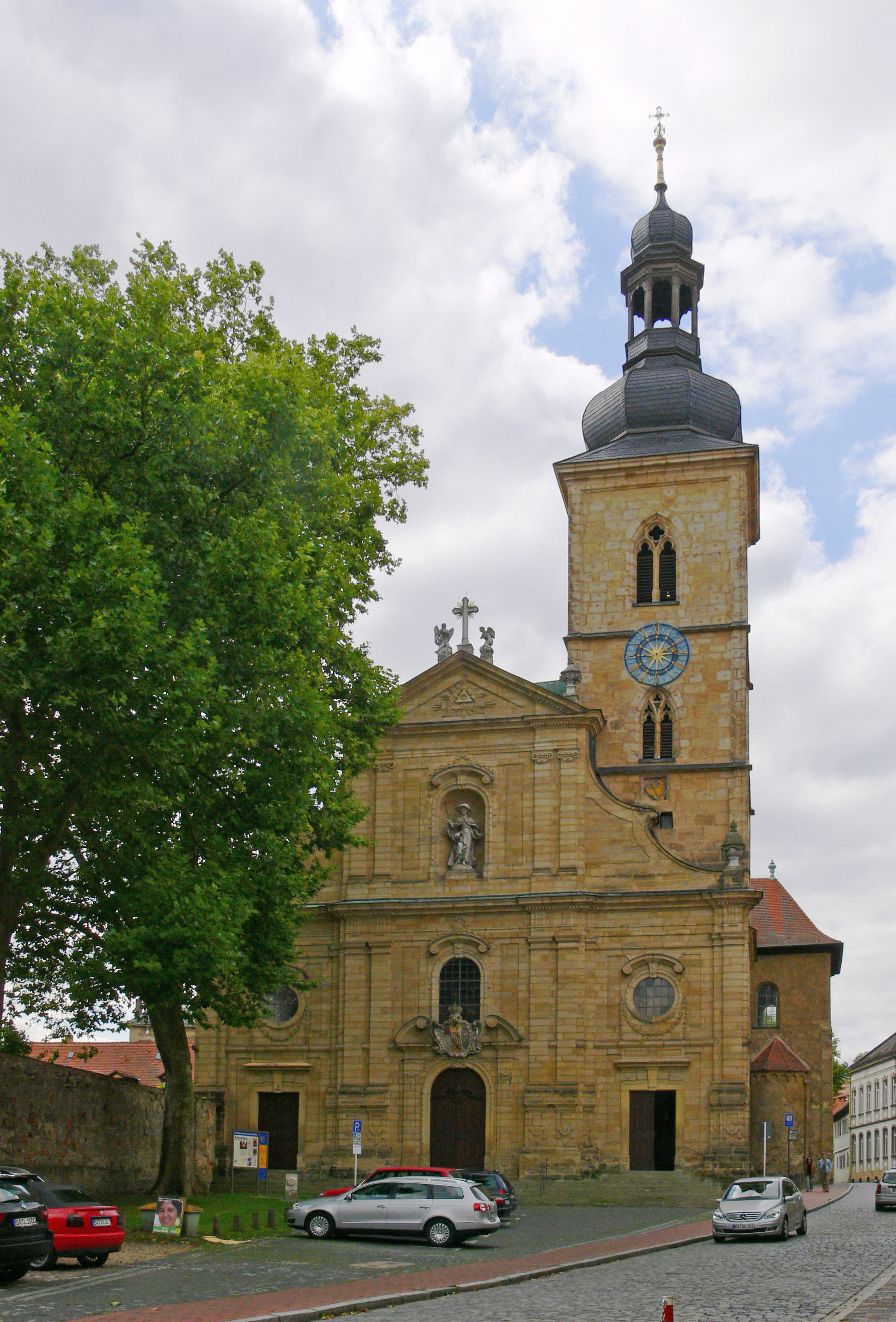
Iglesia de Santiago, en Bamberg, Patrimonio de la Humanidad

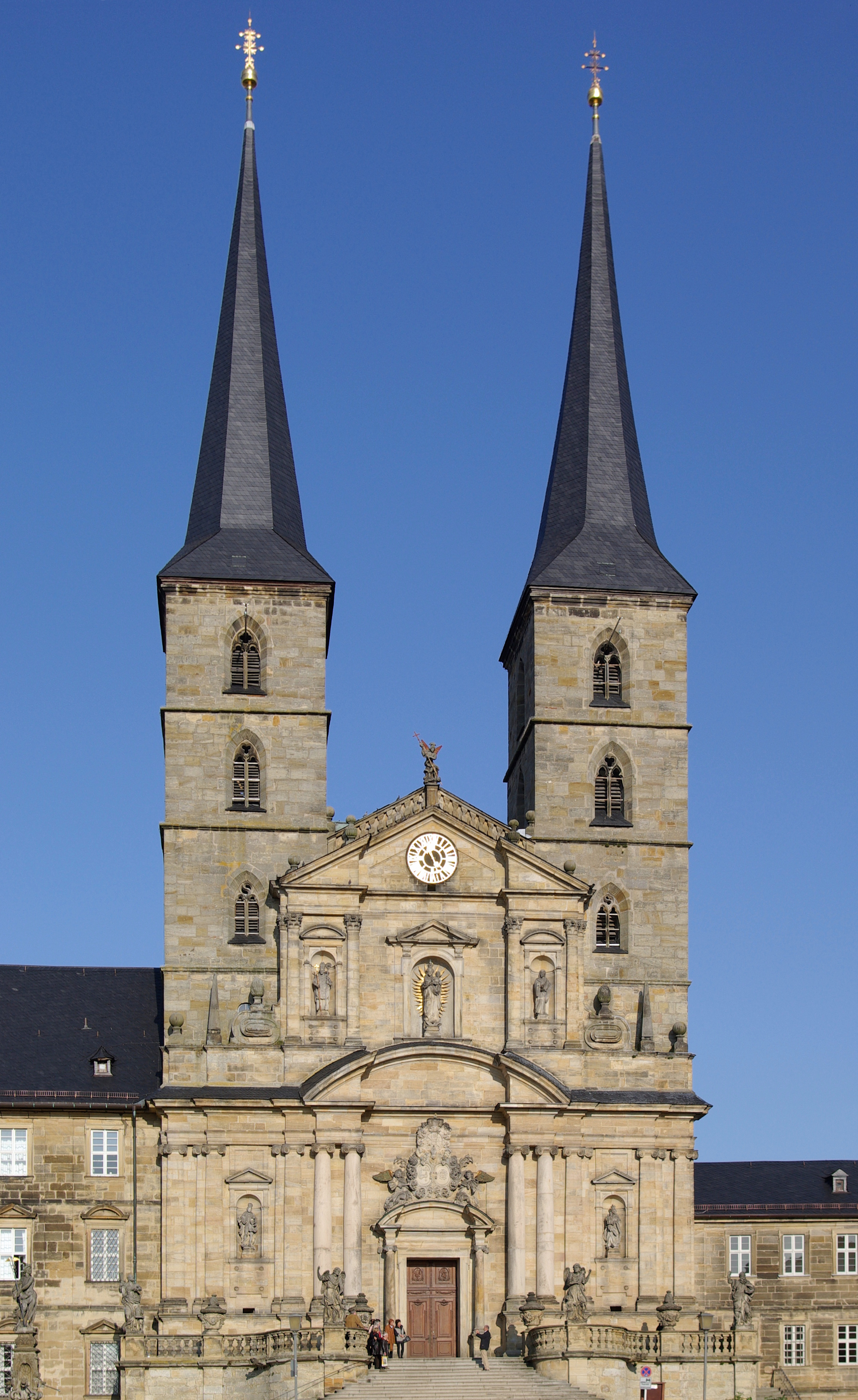
Exabadía benedictina de San Miguel, Bamberg, Patrimonio de la Humanidad

## Historia
Para derrotar definitivamente a los cultos paganos e instaurar el cristianismo entre los eslavos, en el Sínodo Imperial de Fráncfort del Meno, que comenzó el 1 de noviembre de 1007 y al que asistieron ocho arzobispos y 27 obispos, el rey de los francos orientales (fue el emperador Enrique II del Sacro Imperio Romano Germánico luego desde 1014), con el permiso del papa estableció la diócesis de Bamberg a partir de partes de las diócesis de Wurzburgo y de Eichstätt. En el Sínodo, Eberhard, canciller del rey, fue consagrado obispo de la nueva diócesis fronteriza por el arzobispo de Maguncia, Willigis. También en el Sínodo, se hicieron cuantiosas donaciones a la diócesis para dotarla de una base económica sólida.
Para asegurar su desarrollo económico y su defensa militar, Enrique II dotó a la nueva diócesis de muchos bienes estatales, creando las condiciones para la fundación del principado episcopal de Bamberg: el 6 de mayo de 1007 entregó a los obispos la propiedad de la ciudad episcopal y el de su entorno; el 1 de noviembre los derechos sobre otras 25 propiedades y más tarde, hasta su muerte, concedió a la diócesis otras 63 propiedades repartidas en Baviera, Franconia, Wurtemberg, Turingia, Sajonia y hasta Carintia. Todas estas propiedades gozaron del privilegio de la inmediación imperial y fueron confirmadas por sucesivos emperadores en 1034, 1068 y nuevamente en 1103.
Suitger von Morsleben, segundo obispo de Bamberg, fue elegido papa en 1046 y adoptó el nombre de Clemente II. A petición propia, fue enterrado en la Catedral de Bamberg, la única tumba papal que se conserva al norte de los Alpes.
Inicialmente la diócesis pertenecía a la provincia eclesiástica de la arquidiócesis de Maguncia (hoy diócesis de Maguncia), pero pronto, seguramente ya en el siglo XIII, quedó inmediatamente sujeta a la Santa Sede. Esta peculiaridad permitió a los obispos de Bamberg recibir el palio de los papas, ser investidos directamente por los emperadores y ocupar el primer lugar después de los arzobispos en las dietas imperiales; hasta 1075 fueron los arzobispos de Maguncia quienes consagraron a los nuevos obispos de Bamberg, pero luego fueron principalmente los papas quienes confirieron las órdenes sagradas a los recién elegidos.
La Reforma luterana redujo mucho la importancia de la diócesis debido a la transición a la nueva confesión religiosa de muchas parroquias; de las más de 500, solo quedaron unas 150, incluidas las sucursales. La contrarreforma en la diócesis fue tardía y pocas parroquias fueron restauradas del protestantismo: por ejemplo, en Bayreuth el culto católico no se permitió hasta 1712. Sin embargo, a diferencia de lo que sucedió en otras partes del Sacro Imperio Romano Germánico, la diócesis de Bamberg experimentó un fructífero renacimiento católico precisamente en la época más crítica de la Reforma protestante; por ejemplo, algo inusual en el Imperio, cada parroquia católica organizaba sínodos anuales, que luego se convirtieron en trienales, hasta aproximadamente mediados del siglo XVIII. El obispo Ernst von Mengersdorf fundó el primer seminario diocesano en 1586 e introdujo el calendario gregoriano en la diócesis.
Durante los siglos XVII y XVIII la diócesis fue unida in persona episcopi a la diócesis de Wurzburgo por los obispos en seis ocasiones; desde un punto de vista político esto implicó la unión personal de los dos principados eclesiásticos.
El principado eclesiástico de Bamberg, tras la secularización sancionada con la Reichsdeputationshauptschluss de 1803, fue suprimido e incorporado al Reino de Baviera. Tras la muerte del obispo Georg Karl von Fechenbach en 1808, la diócesis quedó vacante y gobernada por el vicario general.
El concordato entre la Santa Sede y el Reino de Baviera de 1817 definió las nuevas fronteras de las diócesis bávaras, sancionadas por la bula Dei ac Domini Nostri del papa Pío VII del 1 de abril de 1818. Las nuevas disposiciones papales garantizaban a Bamberg un aumento territorial, con 41 parroquias cedidas por la diócesis de Wurzburgo; al mismo tiempo, se convirtió en sede metropolitana, con las tres diócesis sufragáneas actuales: Eichstätt, Espira y Wurzburgo.
Posteriormente la arquidiócesis experimentó más cambios territoriales: en 1826 con la adquisición de Coburgo y su región por parte de Wurzburgo; en 1913 con la adquisición de Eichstätt y de algunas parroquias al sur del río Pegnitz.
Entre los obispos del siglo XIX, merece mención Michael von Deinlein, que participó en el Concilio Vaticano I y se negó inicialmente a firmar la constitución dogmática Pastor Aeternus, que definía el dogma de la infalibilidad papal; fue el responsable de la construcción de un seminario menor, el establecimiento de retiros para el clero y la introducción de hermandades y misiones populares en la diócesis.

## Estadísticas
Según el Anuario Pontificio 2024 la arquidiócesis tenía a fines de 2023 un total de 644 600 fieles bautizados.
| Año                                                                             | Población            | Población | Población      | Sacerdotes | Sacerdotes    | Sacerdotes    | Bautizados por sacerdote | Diáconos permanentes | Religiosos | Religiosos | Parroquias |
| Año                                                                             | Bautizados católicos | Total     | % de católicos | Total      | Clero secular | Clero regular | Bautizados por sacerdote | Diáconos permanentes | Varones    | Mujeres    | Parroquias |
| ------------------------------------------------------------------------------- | -------------------- | --------- | -------------- | ---------- | ------------- | ------------- | ------------------------ | -------------------- | ---------- | ---------- | ---------- |
| 1950                                                                            | 730 261              | 1 897 498 | 38.5           | 801        | 654           | 147           | 911                      |                      | 147        | 1718       | 285        |
| 1959                                                                            | 787 444              | 1 969 941 | 40.0           | 695        | 560           | 135           | 1133                     |                      | 255        | 2065       | 257        |
| 1970                                                                            | 843 959              | 2 092 539 | 40.3           | 775        | 611           | 164           | 1088                     | 2                    | 287        | 1940       | 347        |
| 1980                                                                            | 860 131              | 2 131 775 | 40.3           | 488        | 488           |               | 1762                     | 6                    | 97         | 1420       | 298        |
| 1990                                                                            | 820 000              | 2 000     | 41.0           | 585        | 475           | 110           | 1401                     | 14                   | 192        | 1170       | 354        |
| 1999                                                                            | 784 102              | 1 876 169 | 41.8           | 523        | 411           | 112           | 1499                     | 33                   | 152        | 917        | 308        |
| 2000                                                                            | 779 962              | 1 876 102 | 41.6           | 557        | 440           | 117           | 1400                     | 33                   | 160        | 917        | 309        |
| 2001                                                                            | 778 874              | 1 876 102 | 41.5           | 530        | 413           | 117           | 1469                     | 3                    | 238        | 917        | 309        |
| 2002                                                                            | 769 627              | 1 876 102 | 41.0           | 526        | 414           | 112           | 1463                     | 45                   | 231        | 853        | 309        |
| 2003                                                                            | 763 686              | 1 876 102 | 40.7           | 543        | 404           | 139           | 1406                     | 44                   | 262        | 757        | 309        |
| 2004                                                                            | 757 818              | 1 953 483 | 38.8           | 500        | 392           | 108           | 1515                     | 34                   | 229        | 757        | 309        |
| 2006                                                                            | 750 545              | 1 953 483 | 38.4           | 545        | 382           | 163           | 1377                     | 33                   | 283        | 661        | 309        |
| 2012                                                                            | 713 781              | 2 163 801 | 33.0           | 475        | 348           | 127           | 1502                     | 49                   | 246        | 532        | 310        |
| 2015                                                                            | 696 247              | 2 118 167 | 32.9           | 449        | 341           | 108           | 1550                     | 53                   | 229        | 632        | 310        |
| 2018                                                                            | 677 130              | 2 138 513 | 31.7           | 413        | 321           | 92            | 1639                     | 51                   | 205        | 435        | 309        |
| 2020                                                                            | 656 799              | 2 135 372 | 30.8           | 417        | 309           | 108           | 1575                     | 53                   | 227        | 405        | 306        |
| 2022                                                                            | 644 200              | 2 116 121 | 30.4           | 393        | 295           | 98            | 1639                     | 51                   | 212        | 389        | 306        |
| 2023                                                                            | 644 600              | 2 117 437 | 30.4           | 385        | 293           | 92            | 1674                     | 53                   | 206        | 369        | 306        |
| Fuente: Catholic-Hierarchy, que a su vez toma los datos del Anuario Pontificio. |                      |           |                |            |               |               |                          |                      |            |            |            |

## Episcopologio

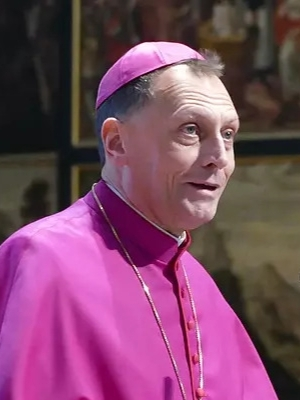
Herwig Gössl, arzobispo de Bamberg desde 2023

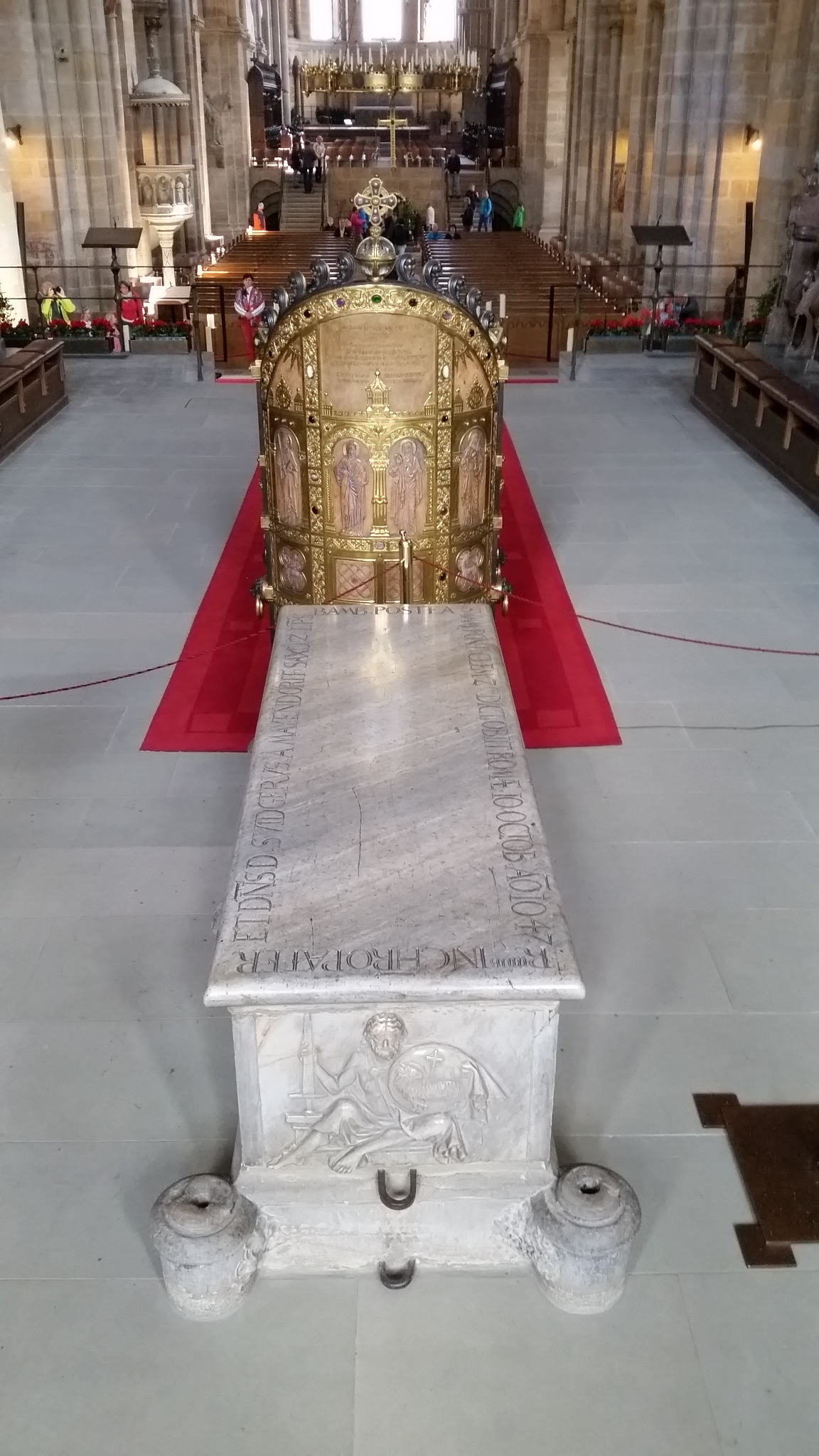
Tumba del papa Clemente II en la Catedral de Bamberg

- Eberhard † (1 de noviembre de 1007-13 de agosto de 1040 falleció)
- Suitger von Morsleben † (8 de septiembre de 1040-25 de diciembre de 1046 electo papa con el nombre de Clemente II)
- Hartwig von Bogen † (25 de diciembre de 1047-6 de noviembre de 1053 falleció)
- Adalbero von Eppenstein † (25 de diciembre de 1053-14 de febrero de 1057 falleció)
- Günther † (30 de marzo de 1057 consagrado-23 de julio de 1065 falleció)
- Hermann von Formbach † (agosto de 1065-20 de abril de 1075 depuesto)
- Rupprecht † (30 de noviembre de 1075-11 de junio de 1102 falleció)
- Otto von Mistelbach † (25 de diciembre de 1102-30 de junio de 1139 falleció)
- Egilbert † (20 de octubre de 1139-29 de mayo de 1146 falleció)
- Eberhard von Otelingen † (1146-15 de julio de 1172 falleció)
- Hermann von Aurach † (1172-12 de junio de 1177 falleció)
- Otto von Andechs † (agosto de 1177-2 de mayo de 1196 falleció)
- Thimo von Lyskirch † (junio de 1196-16 de octubre de 1202 falleció)
- Konrad von Ergersheim † (1202-19 de febrero de 1203 falleció)
- Eckbert von Andechs † (22 de diciembre de 1203-5 de junio de 1237 falleció)
- Siegfried von Öttingen † (1237-19 de noviembre de 1238 falleció)
- Poppo von Andechs † (1238-junio de 1242 depuesto)
- Heinrich von Bilversheim, O.F.M. † (2 de octubre de 1245[nota 1]-17 de septiembre de 1257 falleció)
- Berthold von Leiningen † (11 de enero de 1259-17 de mayo de 1285 falleció)
  - Mangold von Neuenburg † (1285/1286 renunció) (obispo electo)[nota 2]
- Arnold von Solms † (15 de mayo de 1286-19 de julio de 1296 falleció)
- Leopold von Grundlach † (21 de marzo de 1297-22 de agosto de 1303 falleció)
- Wulfing von Stubenberg, O.P. † (31 de enero de 1304-14 de marzo de 1319 falleció)
- Johannes Wulfing von Guttingen † (16 de junio de 1322-23 de diciembre de 1323 nombrado obispo de Frisinga)
- Heinrich von Sternberg, O.P. † (4 de julio de 1324-1 de abril de 1328 falleció)
- Johannes † (26 de abril de 1328-abril de 1329 falleció)
- Werntho Schenk von Reicheneck † (8 de mayo de 1329-8 de abril de 1335 falleció)
- Leopold von Egloffstein † (24 de abril de 1336-27 de junio de 1343 falleció)
- Marquardo de Randeck (1343-1344)
- Friedrich von Hohenlohe † (20 de octubre de 1344-26 de diciembre de 1352 falleció)
- Leopoldo de Bebenburg † (15 de abril de 1353-22 de octubre de 1363 falleció)
- Friedrich von Truhendingen † (10 de enero de 1364-19 de mayo de 1366 falleció)
- Ludwig de Meißen † (5 de junio de 1366-28 de abril de 1374 nombrado arzobispo de Maguncia)
- Lamprecht von Brunn † (28 de abril de 1374-13 de enero de 1399 renunció)
- Albrecht von Wertheim † (14 de marzo de 1399-19 de mayo de 1421 falleció)
- Friedrich von Aufsess † (21 de septiembre de 1421-después del 10 de septiembre de 1431 renunció)
- Anton von Rotenhan † (9 de noviembre de 1431-5 de mayo de 1459 falleció)
- Georg von Schaumberg † (13 de julio de 1459-4 de febrero de 1475 falleció)
- Philipp von Henneberg † (12 de abril de 1475-26 de enero de 1487 falleció)
- Heinrich Gross von Trockau † (28 de marzo de 1487-27 de marzo de 1501 falleció)
- Veit Truchsess von Pommersfelden † (7 de mayo de 1501-7 de septiembre de 1503 falleció)
- Georg Marschalk von Ebneth † (11 de diciembre de 1503-30 de enero de 1505 falleció)
- Georg Schenk von Limpurg † (18 de abril de 1505-31 de mayo de 1522 falleció)
- Weigand von Redwitz † (7 de enero de 1523-20 de mayo de 1556 falleció)
- Georg von Rugheim † (20 de mayo de 1556 por sucesión-22 de marzo de 1561 falleció)
- Veit von Wurzburgo † (19 de noviembre de 1561-8 de julio de 1577 falleció)
- Johann Georg Zobel von Giebelstadt † (29 de enero de 1578-7 de septiembre de 1580 falleció)
- Martin von Eyb † (15 de marzo de 1581-26 de agosto de 1583 renunció)
- Ernst von Mengersdorf † (21 de noviembre de 1583-21 de octubre de 1591 falleció)
- Neidhart von Thungen † (21 de junio de 1593-26 de diciembre de 1598 falleció)
- Johann Philipp von Gebsattel † (19 de julio de 1599-26 de junio de 1609 falleció)
- Johann Gottfried von Aschausen † (4 de noviembre de 1609-29 de diciembre de 1622)[nota 3]
- Johann Georg Fuchs von Dornheim † (17 de febrero de 1624-29 de marzo de 1633 falleció)
- Franz von Hatzfeld † (31 de octubre de 1633-30 de julio de 1642 falleció)[nota 4]
- Melchior Otto Voit von Salzburg † (7 de mayo de 1643-4 de enero de 1653 falleció)
- Philipp Valentin Albrecht von Voit von Rieneck † (14 de enero de 1658-3 de febrero de 1672 falleció)
- Peter Philipp von Dernbach † (28 de enero de 1675-24 de abril de 1683 falleció)[nota 5]
- Marquardo Sebastiano Schenk von Stauffenberg † (12 de agosto de 1686-9 de octubre de 1693 falleció)
- Franz Lothar von Schönborn † (4 de enero de 1694-30 de enero de 1729 falleció)
- Friedrich Karl von Schönborn † (30 de enero de 1729 por sucesión-3 de agosto de 1729 nombrado obispo de Wurzburgo)
  - Friedrich Karl von Schönborn † (3 de agosto de 1729-25 de julio de 1746 falleció) (administrador apostólico)
- Johann Philipp Anton von Franckenstein † (19 de diciembre de 1746-3 de junio de 1753 falleció)
- Franz Konrad von Stadion und Thannhausen † (26 de septiembre de 1753-6 de marzo de 1757 falleció)
- Adam Friedrich von Seinsheim † (23 de mayo de 1757-18 de febrero de 1779 falleció)[nota 6]
- Franz Ludwig von Erthal † (12 de julio de 1779-14 de febrero de 1795 falleció)[nota 7]
- Christoph Franz von Buseck † (1 de junio de 1795-28 de septiembre de 1805 falleció)
- Georg Karl Ignaz von Fechenbach zu Laudenbach † (28 de septiembre de 1805 por sucesión-9 de abril de 1808 falleció)
  - Sede vacante (1808-1818)
- Joseph von Stubenberg † (6 de abril de 1818-29 de enero de 1824 falleció)
- Joseph Maria Johann Nepomuk von Fraunberg † (24 de mayo de 1824-17 de enero de 1842 falleció)
- Bonifaz Kaspar von Urban † (23 de mayo de 1842-9 de enero de 1858 falleció)
- Michael von Deinlein † (27 de septiembre de 1858-4 de enero de 1875 falleció)
- Friedrich von Schreiber † (5 de julio de 1875-23 de mayo de 1890 falleció)
- Joseph von Schork † (6 de marzo de 1891-25 de enero de 1905 falleció)
- Friedrich Philipp von Abert † (27 de marzo de 1905-23 de abril de 1912 falleció)
- Johann Jakob von Hauck † (18 de junio de 1912-23 de enero de 1943 falleció)
- Joseph Otto Kolb † (26 de enero de 1943-29 de marzo de 1955 falleció)
- Josef Schneider † (16 de mayo de 1955-30 de julio de 1976 renunció)
- Elmar Maria Kredel † (27 de mayo de 1977-31 de marzo de 1994 renunció)
- Karl Heinrich Braun (25 de marzo de 1995-2 de julio de 2001 renunció)
- Ludwig Schick (28 de junio de 2002-1 de noviembre de 2022 renunció)
- Herwig Gössl, desde el 9 de diciembre de 2023[nota 8]